# Voleibol nos Jogos Pan-Americanos de 1959
Os torneios de voleibol nos Jogos Pan-Americanos de 1959 foram realizados entre 28 de agosto e 6 de setembro de 1959 em Chicago, Estados Unidos. Foi a segunda edição do esporte no evento, que foi disputado para ambos os sexos.

## Países participantes
Um total de dez delegações enviaram equipes para as competições de voleibol. Brasil, Porto Rico e Estados Unidos participaram tanto do torneio masculino quanto do feminino.
| - BRA Brasil - CAN Canadá - CUB Cuba - DOM República Dominicana - HAI Haiti | - MEX México - PER Peru - PUR Porto Rico - USA Estados Unidos - VEN Venezuela |

## Medalhistas
| Evento             | Ouro           | Prata          | Bronze |
| ------------------ | -------------- | -------------- | ------ |
| Masculino detalhes | Estados Unidos | Brasil         | México |
| Feminino detalhes  | Brasil         | Estados Unidos | Peru   |

## Quadro de medalhas
| Ordem | País               | Medalha de ouro | Medalha de prata | Medalha de bronze |   |
| ----- | ------------------ | --------------- | ---------------- | ----------------- | - |
| 1     | USA Estados Unidos | 1               | 1                |                   | 2 |
|       | BRA Brasil         | 1               | 1                |                   | 2 |
| 3     | MEX México         |                 |                  | 1                 | 1 |
| 3     | PER Peru           |                 |                  | 1                 | 1 |
| TOTAL | TOTAL              | 2               | 2                | 2                 | 6 |